# Lophocoleus mirabilis
Lophocoleus mirabilis är en fjärilsart som beskrevs av Butler 1886. Lophocoleus mirabilis ingår i släktet Lophocoleus och familjen nattflyn. Inga underarter finns listade i Catalogue of Life.